# Bernt Moe
Bernt Moe (født 1. juni 1814 i Kristiania, død 5. juni 1850 sammesteds) var en norsk personalhistoriker.
Moe blev student 1832, lagde sig efter studiet af norsk historie, fornemmelig personalhistorie og blev 1837 assistent i Rigsarkivet. Af hans værker mærkes Tidsskrift for den norske Personalhistorie (bind I og II, det sidste ufuldført, 1840-50), som blev banebrydende for den norske genealogiske forskning, og Aktstykker til den norske Krigshistorie under Kong Frederik IV (1838-40). En mængde biografier og mindre, historiske stykker findes spredte i de illustrerede blade og tidsskrifter.